# Rhegmatosaga latiuscula
Rhegmatosaga latiuscula är en tvåvingeart som först beskrevs av Walker 1856.  Rhegmatosaga latiuscula ingår i släktet Rhegmatosaga och familjen bredmunsflugor. Inga underarter finns listade i Catalogue of Life.